# Горан Димовський
Горан Димовський (мак. Горан Димовски; нар. 14 жовтня 1982, Велес, Югославія) — македонський футболіст, захисник.

## Життєпис
Вихованець школи клубу «Работнічкі». Виступав у македонському чемпіонаті як за «Работнічкі», так і за «Гьорче Петров». У 2008 році перейшов у грозненський «Терек», у складі якого провів єдину гру 22 березня в рамках 2-го туру чемпіонату Росії проти «Сатурна», вийшов у стартовому складі й поступився на 70-й хвилині місцем Дмитру Долгову («Терек» програв з рахунком 1:3).
У міжсезоння того ж року повернувся до «Работничок», 2010 року перейшов до «Дачії». У складі вище вказаного клубу відзначився дивовижним голом із середини поля у ворота «Академії» у 10-му турі чемпіонату Молдови 2012/13. На початку листопада 2012 року оголосив про відхід з команди через закінчення терміну дії контракту.

## Стиль гри
Однаково вдало грав як позиції крайнього захисника, і позиції крайнього півзахисника. Майстер виконання штрафних ударів.